# Nicolas Bernier

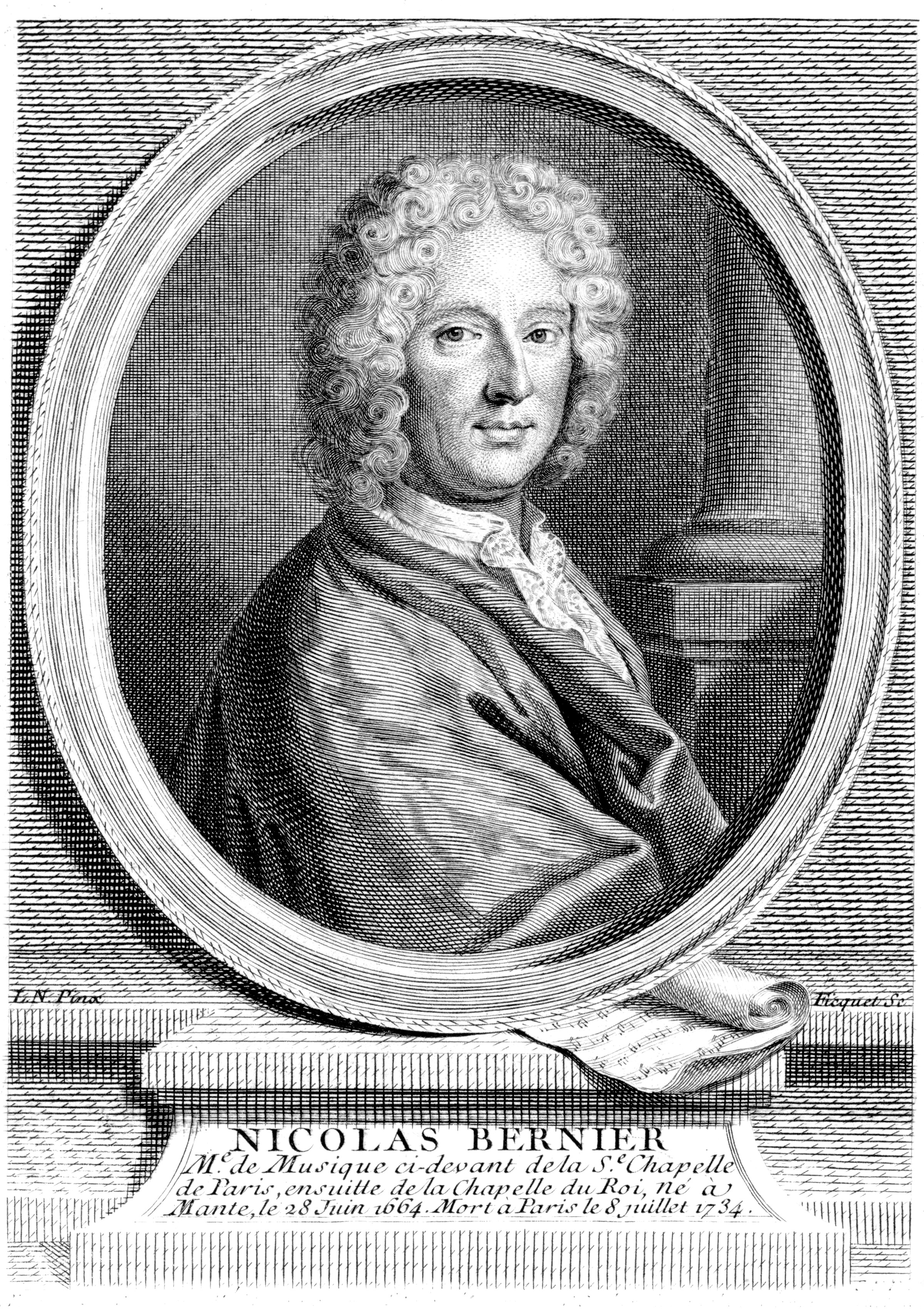
Nicolas Bernier

Nicolas Bernier (* 28. Juni 1664 in Mantes-la-Jolie; † 5. September 1734) war ein französischer Komponist, Cembalist und Musiktheoretiker.

## Leben
Nicolas Bernier erhielt seine erste musikalische Ausbildung als Chorknabe an der Kathedrale seiner Geburtsstadt und der von Évreux. Er studierte dann in Rom bei Antonio Caldara. 1692 ließ er sich in Paris nieder. Bei einer Bewerbung um die Stelle des Kapellmeisters der Kathedrale von Rouen, unterlag er Jean-François Lalouette, dem Schüler und Sekretär von Lully.
Von 1694 bis 1698 leitete er die Kantorei der Kathedrale von Chartres, danach die von Saint-Germain-l’Auxerrois in Paris. 1700 führte er in Fontainebleau vor dem König mit großem Erfolg sein Te Deum auf, das in den Folgejahren an verschiedenen Kirchen in Paris gespielt wurde.
1705 folgte er Marc-Antoine Charpentier als musikalischer Leiter an der Sainte-Chapelle von Paris nach; er hatte diese Stelle bis 1726 inne. Seit 1723 war er einer der vier musikalischen Leiter der „Chapelle royale“ neben Michel-Richard Delalande, Charles-Hubert Gervais und André Campra.
Bernier gab mehrere Bände mit Motetten sowie geistlichen und weltlichen Kantaten heraus. Die Kantaten erschienen in einer Neuauflage in der Reihe The Eighteenth-Century French Cantata (New York, 1990).

## Werke
- Premier livre de motets à 1, 2, et 3 voix, 1703
- Deuxième livre de motets, 1713
- Livres 1–4 de cantates profanes à 1 et 2 voix, 1715
- Les nuits de Sceaux, 1715, 1718 und 1723
- Livres 6–8 de cantates profanes, 1718
- Chant des offices de différents saints nouveaux, composés en plain- chant par le sieur Bernier, 1724
- Recueil de 20 motets, 1741